# Trash (cultura)

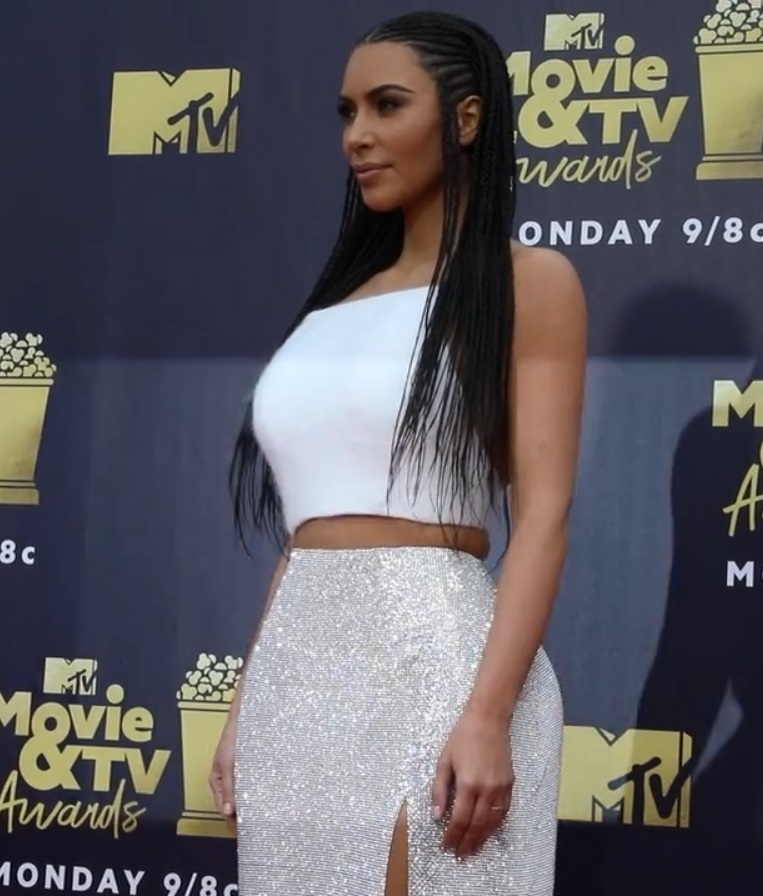
Il noto programma televisivo di genere reality: Al passo con i Kardashian, che narra il vivere della omonima famiglia, è spesso definito dalla critica televisiva un esempio di cultura trash.

Il trash, dall'inglese «immondizia, spazzatura», noto anche come cultura trash, identifica espressioni artistiche o di intrattenimento come libri, film o programmi televisivi, di cattivo gusto, qualità scadente e con tematiche volgari, spesso realizzati così volontariamente al fine di interessare il pubblico attraverso ciò che è scadente, di bassa qualità e culturalmente povero. Il termine è entrato in uso comune dagli anni ottanta per indicare produzioni considerate di basso profilo culturale e - in quanto tali - in grado di stimolare e attrarre il pubblico.
Usualmente [nel cinema] il termine è adoperato con – eccedente – facilità. Un frettoloso metro di giudizio per cestinare un film non rientrante in determinati canoni estetici, tecnici e narrativi. Un “termine ombrello” in cui sono confluite erroneamente – poiché a volte è difficile tracciare un benché labile confine – alcune sfumature stilistiche simili ma certamente non uguali. Kitsch, Exploitation, Camp, Grindhouse e B Movie sono forme espressive distinte, come alcuni registi/autori hanno saputo ben dimostrare.

## I 5 pilastri costitutivi del Trash secondo Labranca
In Andy Warhol era un coatto (1994), Tommaso Labranca aveva indicato 5 pilastri che aiutano a identificare il trash:
1. Libertà di espressione
2. Contaminazione
3. Incongruità
4. Massimalismo
5. Emulazione fallita